# Saint Martin's (manzana)
Saint Martin's es una  variedad cultivar de manzano (Malus domestica). 
Criado por Thomas Rivers, Sawbridgeworth, Herts. Recibió el Premio al Mérito de la Royal Horticultural Society en 1896. Las frutas tienen una carne dulce y suave.

## Sinónimos
- " Rivers' Saint Martins"

## Historia
'Saint Martin's' es una variedad de manzana, criado a mediados de 1800 por el viverista Thomas Rivers de Sawbridgeworth en Hertfordshire, Inglaterra.
'Saint Martin's' se cultiva en la National Fruit Collection con el número de accesión: 2000-086 y Accession name: Saint Martin's.

## Características
'Saint Martin's' árbol de extensión vertical, de vigor moderado. Tiene un tiempo de floración que comienza a partir del 7 de mayo con el 10% de floración, para el 12 de mayo tiene una floración completa (80%), y para el 19 de mayo tiene un 90% caída de pétalos.
'Saint Martin's' tiene una talla de fruto de medio; forma elipsoide, con una altura de 50.50mm, y con una anchura de 54.50mm; con nervaduras débiles; epidermis con color de fondo verde amarillo, con un sobre color naranja, importancia del sobre color alto, y patrón del sobre color rayado, "russeting" (pardeamiento áspero superficial que presentan algunas variedades) muy bajo; carne de color verdoso, suave. La carne es de color verde pálido, suave. Muy dulce y ácido, se vuelve empalagoso.
Su tiempo de recogida de cosecha se inicia a principios de octubre. Aguanta hasta tres meses conservado en frío.

## Usos
Una buena manzana de uso de postre fresca en mesa.

## Ploidismo
Diploide, auto estéril. Grupo de polinización: D, Día 14.